# Château de Bazoches (Orne)
Le château de Bazoches est un édifice situé à Bazoches-au-Houlme, en France.

## Localisation
Le monument est situé dans le département français de l'Orne, sur la commune de Bazoches-au-Houlme.

## Historique
L'édifice est inscrit au titre des monuments historiques le 14 septembre 1992 en particulier les éléments suivants : la tour, les façades et les toitures du logis et des communs, les sols compris dans l'ancienne enceinte.